# Dyo
Dyo é uma comuna francesa na região administrativa de Borgonha-Franco-Condado, no departamento Saône-et-Loire. Estende-se por uma área de 16,1 km². Em 2010 a comuna tinha 351 habitantes (densidade: 21,8 hab./km²).